# Servicio Voluntario Europeo

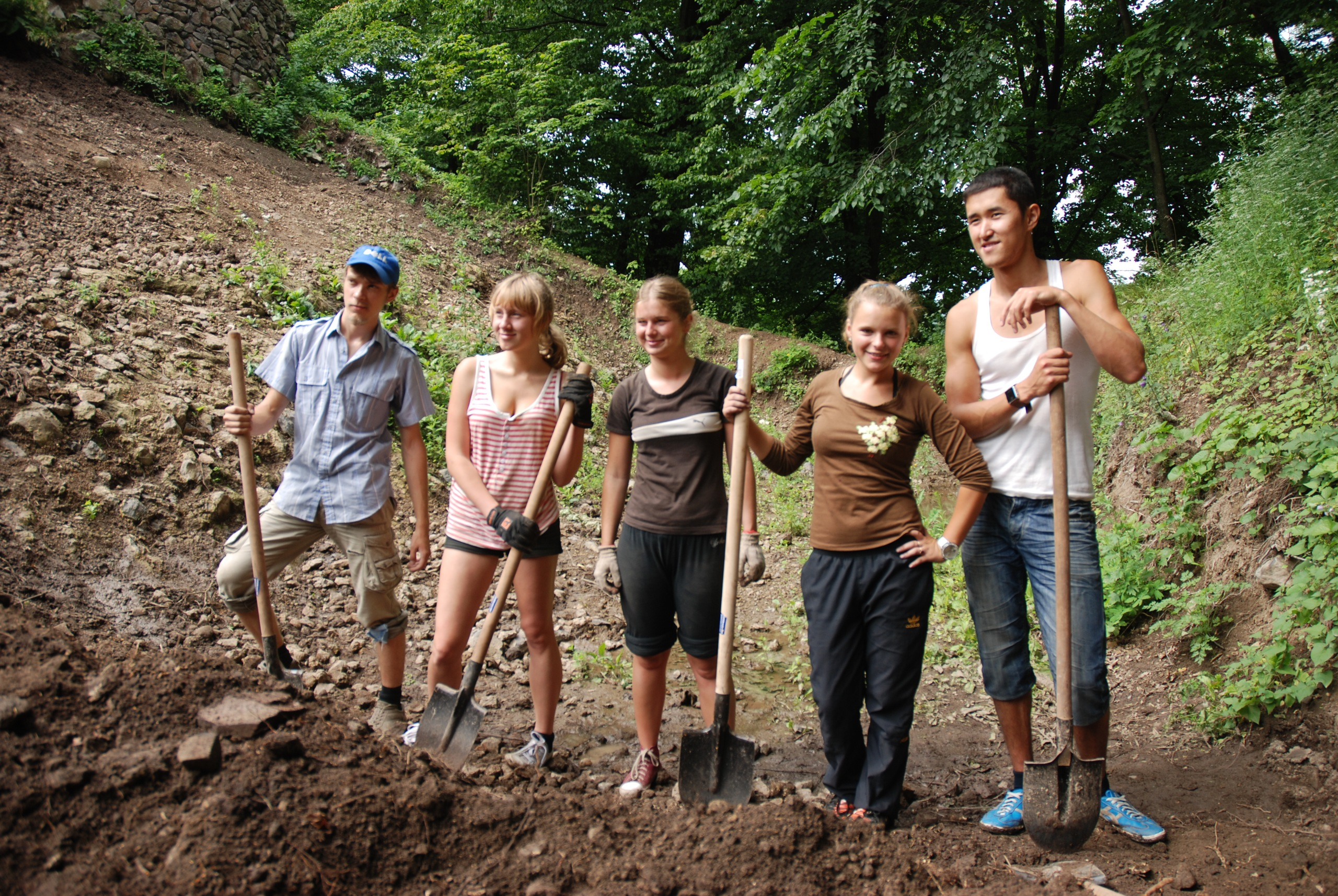
Voluntarios realizando trabajos de reconstrucción en el castillo de Nevitsky, en el oeste de Ucrania.

El Servicio Voluntario Europeo (SVE; EVS por sus siglas en inglés) es una parte del programa por la juventud de la Comisión Europea. El programa europeo por la juventud se divide en 5 acciones y el SVE es la acción 2.

## Dónde
Permite a los jóvenes de 18 a 30 años irse como voluntarios a una asociación en uno de los 27 países de la Unión Europea o uno de los países asociados (Noruega, Islandia, Turquía, Liechtenstein) así como, en menor medida, los países del Magreb (más a menudo a través del programa Euromed), Rusia o los países de América Latina. Los proyectos son numerosos y muy variados y van desde el medio ambiente a la prevención contra la droga, pasando por la animación en centros de jóvenes.
El programa subvenciona por completo:
- los gasto de viaje
- el alojamiento
- la manutención
- el visado (si es necesario)
- el seguro
- y una pequeña paga que varía según el país (siempre inferior a 200€)

## Cuándo
Las posibilidades de salida van desde 3 semanas a 6 meses (estancia corta) y de 6 meses a 1 año (estancia larga). Es posible hacer una estancia larga después de una corta pero lo contrario no es posible. Las fechas para enviar las solicitudes son el 1 de febrero, el 1 de abril, el 1 de junio, el 1 de septiembre y el 1 de noviembre. Hace falta generalmente contar con seis meses para preparar un dossier.

## Iniciativa para más SVE
Fraternité2020 es una iniciativa registrada por la Comisión Europea el 9 de mayo de 2012. Su objetivo es conseguir que el 3% del presupuesto de la UE dedicado a programas como el SVE a partir de 2014 (el porcentaje actual es del 1,2%). Para tener éxito, es necesario reunir 1 millón de firmas hasta noviembre de 2013.